# Die Hornissen
Die Hornissen ist der erste Roman von Peter Handke, der 1963/1964 geschrieben wurde. Er erschien im Jahr 1966 im Suhrkamp Verlag.

## Inhalt
Die Hornissen ist der Versuch, die Entstehung eines Romans zu beschreiben. Ein Mann hat vor Jahren ein Buch gelesen: oder er hat das Buch nicht einmal gelesen, sondern es ist ihm nur von anderer Seite von dem Buch erzählt worden. Nun aber, eines Tages im Sommer, wird er, vielleicht durch eine Übereinstimmung dessen, was ihm selber zustößt, mit dem, was dem blinden Helden des Romans zugestoßen ist, eben an jenes verschollene Buch erinnert, von dem er meint, es vor Zeiten gelesen zu haben. Aus den zerbrochenen Stücken, an die er sich zu erinnern glaubt, aus Worten, aus Sätzen, aus halbverlorenen Bildern denkt der Mann den Roman aus, und zwar derart, dass unentscheidbar bleibt, ob das Geschehen in dem »neuen« Roman nur den »Helden« des alten Romans betrifft oder auch ihn, der ihn ausdenkt.

## Ausgaben
- Erstausgabe: Suhrkamp, Frankfurt am Main 1966.
- Taschenbuch: Rororo 1098. Rowohlt, Reinbek bei Hamburg 1968.
- Überarbeitete Taschenbuchausgabe: Suhrkamp Taschenbuch 416. Suhrkamp, Frankfurt am Main 1978, ISBN 3-518-06916-0 (der Text wurde von Handke durchgesehen, überarbeitet und leicht gekürzt).

Übersetzungen des Werkes erschienen in mehreren Sprachen, darunter:
- Französisch: Les frelons. Übersetzt von Marc B. de Launay. Gallimard, Paris 1983, ISBN 2-07-024200-5.
- Spanisch: Los avispones. Versal, Barcelona 1984, ISBN 84-86311-01-2.
- Niederländisch: De wespen. Übersetzt von Ronald Jonkers. Bruna, Antwerpen 1979, ISBN 90-229-7380-8.
- Italienisch: I calabroni. Übersetzt von Bruna Bianchi. Mondadori, Mailand 1992, ISBN 88-04-36404-1.